# أندي بين (لاعب كرة قاعدة)
أندي بين (بالإنجليزية: Andy Beene)‏ هو لاعب كرة قاعدة أمريكي، ولد في 13 أكتوبر 1956 في فريبورت في الولايات المتحدة.

## وصلات خارجية
- أندي بين على موقع الدوري الياباني لكرة القاعدة (الإنجليزية)
- أندي بين على موقعبيزبول رفرنس.كوم (الدوري الرئيسي) (الإنجليزية)
- أندي بين على موقع مشجعي الرسوم البيانية (الإنجليزية)